# Paran Padang (Sipirok)
Paran Padang is een bestuurslaag in het regentschap Tapanuli Selatan van de provincie Noord-Sumatra, Indonesië. Paran Padang telt 945 inwoners (volkstelling 2010).